# ديفوتيرين

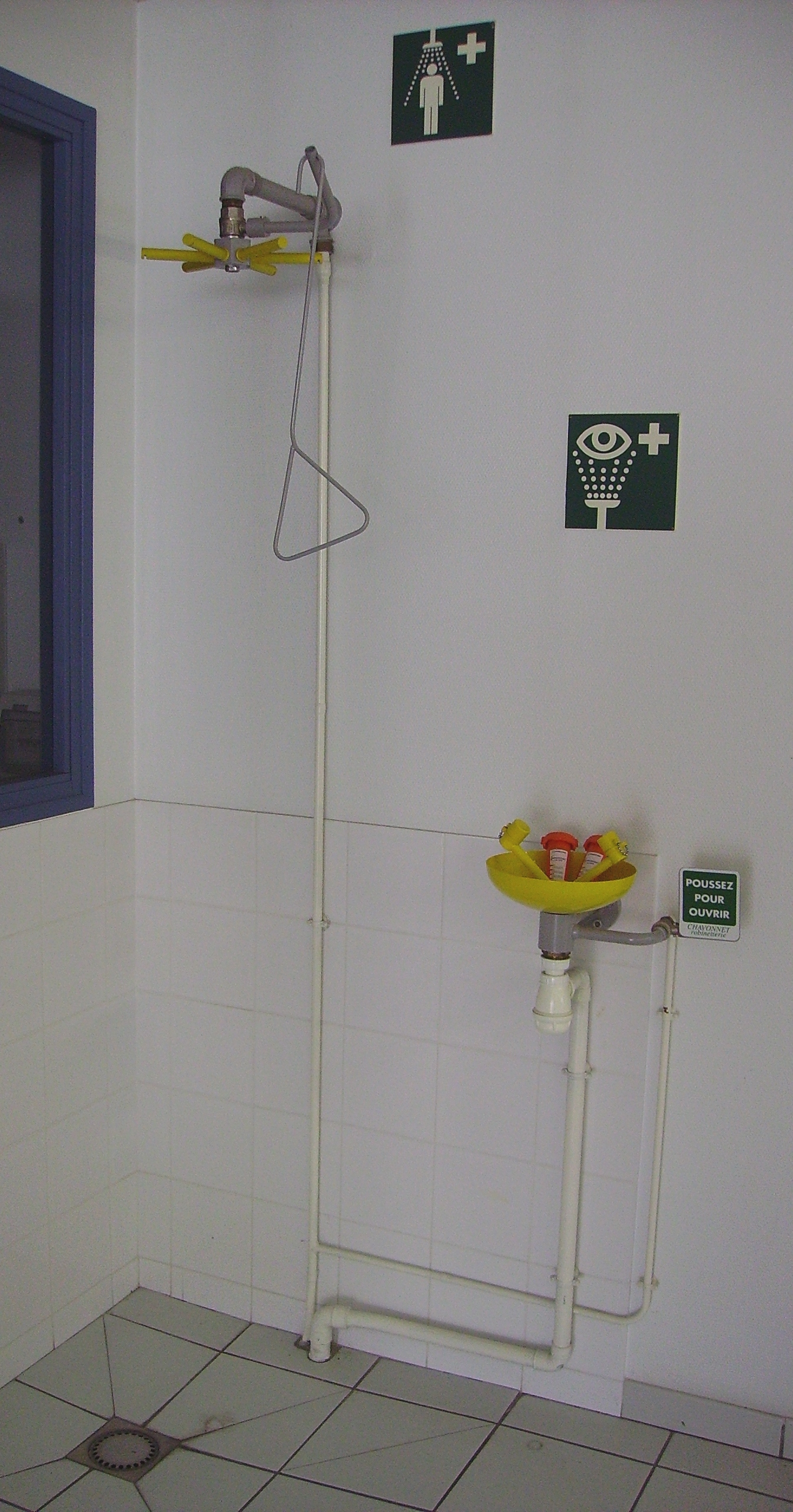
معدات الأمان في أحد المختبرات، وتشمل غسول الأعين المكون من مادة الديفوتيرين

ديفوتيرين (بالفرنسية: Diphotérine)‏ هو الاسم التجاري لمحلول يستخدم في الإسعافات الأولية لحالات الحروق الناجمة عن التعرض لنطاق كبير من المواد الكيماوية الأكالة أو المهيجة.
تعد مادة الديفوتيرين مادة متمخلبة (بالإنجليزية: Chelator)‏ ومذبذبة كيميائياً (بالإنجليزية: Amphoteric)‏، وهو ما يعني أنها تسلك كيميائياً سلوك المواد الحامضية والمواد القاعدية على حد سواء، وبالتالي فهي تعادل المادة التي تتفاعل معها أياً كان أسها الهيدروجيني.
تعباً مادة الديفوتيرين في أنواع مختلفة من العبوات منها غسول للعين (في حالة تعرض العين لمادة كيميائية أكالة أو مهيجة) وجهاز الغسل المحمول (الذي يتوفر في عدة أحجام أكبرها بحجم طفاية الحريق).
يراعى أن الديفوتيرين غير فعال في حالات التعرض لحامض الهيدروفلوريك، الذي يعالج التعرض له بمادة الهكسافلورين (بالإنجليزية: Hexafluorine)‏ بدلاً من الديفوتيرين.
تستخدم مادة ديفوتيرين في التغلب على آثار التعرض لغاز سي إس المسيل للدموع على العينين والجلد.

## وصلات خارجية
- معلومات عن الديفوتيرين من موقع مختبرات بريفور الفرنسية